# Danijel Malalan
Danijel Malalan, ekonomist, igralec, pevec, režiser, * 6. junij 1972, Trst.

## Življenje in delo
Danijel Malalan se je rodil v Trstu, a je odraščal v Trebčah, oče je bil Lucijan, mati Anica (rojena Kralj). Obvežno šolanje je opravil na slovenskih šolah na Opčinah, maturiral je slovenski višji šoli v Trstu leta 1991. Nato je leta 1997 zaključil študij dramske igre in umetniške besede na AGRFT v Ljubljani in je leta 2000 tudi diplomiral na Akademiji za gledališče, radio, film in televizijo v Ljubljani, študij je zaključil tudi na Fakulteti za management Univerze na Primorskem v Kopru in se iz ekonomskih ved izpopolnjeval in zaključil magisterij Art management na ESE - European School of Economics, v Londonu. Medtem se je izpopolnjeval tudi v petju na več mojstrskih tečajih in nastopal je na mnogih pevskih festivalih.
Danijel Malalan je bil leta 1997 do 2001 in od sezone 2017/18 član Slovenskega stalnega gledališča SSG v Trstu. Redno sodeluje tudi z novogoriškim in koprskim gledališčem, doslej je že odigral ogromno vlog. Večkrat sodeluje tudi z Radijem Trst A, kjer je pripravljal tudi samostojne oddaje.
Malalan je od jeseni do konca leta 2018 opravljal delo umetniškega vodje, nato je bil meseca maja 2019 imenovan za direktorja SSG Trst za triletni mandat in je bil leta 2022 potrjen. Leta 2025 pa ni več kandidiral za mesto direktorja SSG-ja.
Danijel Malalan je kot svobodni umetnik sodeloval z vsemi primorskimi in nekaterimi osrednjeslovenskimi gledališči, odigral je tudi že kar nekaj filmskih vlog. Uspešno se je udeležil tudi več pevskih festivalov, kot na primer Festival narečnih popevk 2007, Melodije morja in sonca 2009, Slovenska popevka 2010, Festival slovenskega šansona. Sodeloval je tudi v raznih muzikalih, na primer Moje pesmi, moje sanje, Ljubim te - spremeni se in drugimi.
Več let je član ZDUS-a - Združenja dramskih umetnikov Slovenije.